# كلايد مكوي
كلايد مكوي (بالإنجليزية: Clyde McCoy)‏ هو قائد فرقة ‏ وعازف جاز أمريكي، ولد في 29 ديسمبر 1903 في أشلاند في الولايات المتحدة، وتوفي في 11 يونيو 1990 في ممفيس في الولايات المتحدة.

## وصلات خارجية
- كلايد مكوي على موقع IMDb (الإنجليزية)
- كلايد مكوي على موقع ميوزك برينز (الإنجليزية)
- كلايد مكوي على موقع أول ميوزيك (الإنجليزية)
- كلايد مكوي على موقع ديسكوغز (الإنجليزية)